# José María Valderrama Lira
José María Valderrama Lira (San Fernando, 15 de mayo de 1848 - Santiago, 15 de junio de 1920). Fue un abogado, político chileno y Primer Alcalde de San Fernando.

## Primeros años de vida
Fue hijo de José María Valderrama Rojas y de Mercedes Lira Calvo. Hizo sus estudios en el Instituto Nacional y cursó Leyes en la Universidad del Estado, obteniendo su título de abogado en enero de 1873; rara vez ejerció su profesión. Se casó con Josefina Lira Artigas.

## Vida pública
En la época del conflicto armado de Chile en la Guerra del Pacífico, 1879, fue primer alcalde de San Fernando y al mismo tiempo reemplazó al intendente de la provincia, puesto que sirvió gratuitamente durante todo el periodo de la guerra. En esta zona, se encuentra también el terruño con que le dotaron sus ilustres antepasados.
En 1876 fue diputado suplente por San Fernando, proclamado por la Alianza Liberal-Radical, periodo 1876-1879; no prestó juramento hasta el 17 de agosto de 1876.
Periodo 1882-1885, diputado propietario por San Fernando.
En 1912, fue elegido senador por Colchagua, periodo 1912-1918; funcionó como senador presuntivo hasta el 29 de agosto de 1913, fecha en que se aprobaron sus poderes; integró la Comisión Permanente de Culto y Colonización y la de Comisión Permanente de Guerra y Marina, de la cual fue su presidente.
Periodo 1918-1924, electo senador por Cautín; continuó en la de Guerra y Marina. Vivió dedicado al trabajo más austero y ejemplar, cuando no lo llamaba al cumplimiento del deber el partido Liberal, al cual sirvió desde su sillón del Senado.
Fue elector de presidente en varias ocasiones. Pasó sus últimos años en Santiago y fue durante varios periodos presidente del partido Liberal.
Falleció en Santiago, junio de 1920, en el ejercicio de sus funciones como senador. Y en su reemplazo fue elegido Ricardo Valdés Bustamante, que se incorporó en octubre de 1920.